# Vendetta (film fra 1919)
Vendetta er en tysk stumfilm fra 1919 af Georg Jacoby.

## Medvirkende
- Pola Negri som Marianna Paoli
- Emil Jannings som Tomasso
- Harry Liedtke som Edwin Alcott
- Magnus Stifter som Count Danella
- Fred Immler som Antonio Paoli